# Tupistra sumatrensis
Tupistra sumatrensis är en sparrisväxtart som beskrevs av Noriyuki Tanaka. Tupistra sumatrensis ingår i släktet Tupistra och familjen sparrisväxter.
Artens utbredningsområde är Sumatera. Inga underarter finns listade i Catalogue of Life.